# DOL Leszno
DOL Leszno – Drogowy odcinek lotniskowy Leszno, dokładniej drogowy odcinek lotniskowy Leszno-Rydzyna – odcinek drogi wojewódzkiej nr 309 pomiędzy Lesznem i Rydzyną w województwie wielkopolskim w powiecie leszczyńskim. Ma szerokość 20 m i długość 2280 m. Znajduje się na wysokości 94 m n.p.m.

## Przeznaczenie
W przeszłości służył jako pas pomocniczy dla wojskowego lotniska Wschowa - Łysiny, obecnie również nie eksploatowanego. Nawierzchnia została odnowiona, przeciwne kierunki ruchu drogowego oddzielone są barierami linowymi co uniemożliwia lądowanie bez prac przywracających stan pierwotny. Na obu końcach pasa znajdują się place zwane stojankami, na których może odbywać się obsługa samolotów. Dawniej DOL Leszno wykorzystywany był jako odcinek doświadczalny dla farb do poziomych znaków drogowych, oznakowany znakiem A-30 z tabliczką ostrzegającą o odcinku doświadczalnym. Stojanki są wykorzystywane jako parkingi, jak również przez Inspekcję Transportu Drogowego do kontroli pojazdów dzięki dostosowaniu nawierzchni do montażu wagi dla kontrolowanych pojazdów.